# Montréal-la-Cluse
Montréal-la-Cluse è un comune francese di 3 587 abitanti situato nel dipartimento dell'Ain della regione Alvernia-Rodano-Alpi.

## Società

### Evoluzione demografica
Abitanti censiti